# North River (fiume Terranova e Labrador)
Il North River è un fiume del Labrador, nella provincia canadese di Terranova e Labrador che scorre per 165 chilometri per poi sfociare nel Mare del Labrador.